# Hlinné
Hlinné este o comună slovacă, aflată în districtul Vranov nad Topľou din regiunea Prešov. Localitatea se află la altitudinea de 152 m deasupra n.m., se întinde pe o suprafață de 14,59 km2 și în 2017 număra 1.838 de locuitori.

## Istoric
Localitatea Hlinné este atestată documentar din 1402.

## Demografie
| An:                | 1994 | 2004    | 2014    | 2024   |
| ------------------ | ---- | ------- | ------- | ------ |
| Număr de persoane: | 1453 | 1642    | 1824    | 1917   |
| Diferență:         |      | +13,00% | +11,08% | +5,09% |

| An:                | 2023 | 2024   |
| ------------------ | ---- | ------ |
| Număr de persoane: | 1907 | 1917   |
| Diferență:         |      | +0,52% |